# Tenafly
Tenafly è un borough degli Stati Uniti d'America nella contea di Bergen, nello Stato del New Jersey.
I primi europei giunti a Tenafly erano coloni olandesi che hanno cominciato a popolare la zona durante il tardo XVII secolo. Il nome "Tenafly" deriva dalla locuzione olandese "Tiene Vly" o "Dieci Paludi", nome dato dai coloni alla località nel 1688.
Tenafly è stata incorporata come borough con una legge del New Jersey il 24 gennaio 1894, da una porzione della ora defunta township di Palisades, sulla base dei risultati di un referendum svoltosi il giorno precedente, al culmine della "Boroughitis", fenomeno in voga a quell'epoca nel New Jersey e che rimodellò anche la contea di Bergen.
La rivista New Jersey Monthly ha classificato Tenafly come il 65º migliore luogo in cui vivere del New Jersey, nella sua classifica del 2008 "Best Places To Live".